# Runaway (песня Дела Шеннона)
| Оценки критиков | Оценки критиков |
| Источник        | Оценка          |
| --------------- | --------------- |
| AllMusic        | Без оценки      |

«Runaway» (с англ. — «Беглянка») — песня американского певца Дела Шеннона. Он написал её сам в соавторстве с Максом Круком.
В феврале 1961 года песня была издана как сингл. В апреле она поднялась на 1 место чарта Billboard Hot 100 и оставалась на самой вершине четыре недели. Также песня добралась до 3 позиции в жанровом ритм-н-блюзовом чарте того же журнала «Билборд». В итоговом годовом чарте Билборда (за 1961 год) песня оказалась на 5 месте. В США сингл с ней был по продажам сертифицирован золотым.
Песня стала главной музыкальной темой телесериала «Криминальные истории» (1986—1988).
В 2004 году журнал Rolling Stone поместил песню «Runaway» в исполнении Дела Шеннона на 466 место своего списка «500 величайших песен всех времён». В списке 2011 года песня находится на 472 месте.
Кроме того, песня «Runaway» в исполнении Дела Шеннона входит в составленный Залом славы рок-н-ролла список 500 Songs That Shaped Rock and Roll.
В 2002 году сингл Дела Шеннона с песней «Runaway» (вышедший в 1961 году на лейбле Big Top Records) был принят в Зал славы премии «Грэмми».

## В репертуаре других исполнителей
- В 1969 году американский певец Элвис Пресли исполнил данную песню; потом она вошла в концертный альбом Пресли On Stage.
- Песня исполнялась американской группой The Beach Boys.
- Бонус-трек в iTunes альбома Queen+Пол Роджерс The Cosmos Rocks.
- Кавер-версия панк-рок-группы Misfits в альбоме Project 1950, вышедшем в 2003 году[10].

## Участие в хит-парадах

### Все еженедельные хит-парады
| Чарт (1961)                                     | Высшая позиция |
| ----------------------------------------------- | -------------- |
| Австралия (Music Maker)                         | 1              |
| Канада (CHUM Hit Parade)                        | 1              |
| Чили                                            | 1              |
| Бельгия (Фландрия — Juke Box)                   | 4              |
| Ирландия (Dublin Herald and Mail)               | 2              |
| Нидерланды (Platennleuws)                       | 2              |
| Новая Зеландия (Lever Hit Parade)               | 1              |
| Норвегия (VG-lista)                             | 4              |
| Великобритания (New Musical Express)            | 1              |
| Великобритания (Record Retailer)                | 1              |
| США (Billboard Hot 100)                         | 1              |
| США (Billboard Hot R&B Sides)                   | 3              |
| США (Cash Box Top 100)                          | 1              |
| США (Cash Box Records Disc Jockeys Played Most) | 1              |
| США (Cash Box Top Ten Juke Box Tunes)           | 1              |
| США (Cash Box Top 50 in R&B Locations)          | 4              |
| Бельгия (Валлония — Juke Box)                   | 3              |

| Хит-парад (1961)        | Место |
| ----------------------- | ----- |
| Австралия               | 2     |
| Великобритания          | 4     |
| США (Billboard Hot 100) | 5     |
| США (Cash Box)          | 9     |

| Чарт (2018)             | Позиция |
| ----------------------- | ------- |
| США (Billboard Hot 100) | 364     |